# Michel Samaha
Pour les articles homonymes, voir Samaha.
Michel Samaha (en arabe :  ميشال سماحة), né le 9 septembre 1948, est un homme politique libanais. Il fait partie de plusieurs gouvernements post-Taef, occupant les postes de Ministre de l'Information et Ministre du Tourisme. Il est élu député du Parlement libanais en 1992. 
Michel Samaha devient un acteur clef des rapprochements et négociations politiques sur la scène libanaise ainsi qu'un négociateur central entre la Syrie et la France. Il est arrêté en août 2012 pour une présumée affaire de transport d'explosifs. Des soupçons crédibles de piège (entrapment) à son encontre persistent.
Condamné par la justice, il est libéré en 2022 .

## Biographie
Membre du parti Kataëb dans les années 1970 et 1980, Michel Samaha en dirige la section étudiante et joue un rôle d’intermédiaire entre ce parti et la Syrie durant la guerre civile.
En 1992, il est nommé ministre de l’Information au sein du gouvernement de Rachid Solh, puis remplace Ahmad Sami Minkara au ministère du Tourisme. La même année, il est élu député grec-catholique du Metn.
Il conserve son poste de ministre de l’Information dans le gouvernement de Rafiq Hariri entre 1992 et 1995. Il se rapprocha alors de l’Opposition, notamment de Nassib Lahoud et Albert Moukheiber, auprès desquels il se présenta aux élections de 1996 au Metn, mais échoua face au candidat soutenu par Michel Murr.
En 2000, toujours auprès de Nassib Lahoud, sa candidature à la députation échoue. Des soupçons de fraude électorale orchestrée par Murr contre les candidats de l’Opposition semblent assez plausibles. Il devient un an plus tard membre fondateur du Mouvement du Renouveau Démocratique.
Cependant, il s’éloigne de l’Opposition à partir de 2002. Il est nommé au poste de ministre de l’Information en 2003, au sein du dernier gouvernement de Rafiq Hariri.

### Arrestation et procès en l'absence des témoins clefs
Le matin du 9 août 2012, Michel Samaha est arrêté par les forces de sécurité intérieurs (FSI) à son domicile de Jouar (casa du Metn), à une trentaine de kilomètres au nord de Beyrouth. Son arrestation rocambolesque et dans des circonstances intimidantes est surmédiatisée. Elle est effectuée à la demande du Procureur général à la suite des liens avec une affaire d'explosifs . Au même moment une trentaine d'hommes armés forcent l'entrée de son domicile à Beyrouth où se trouvent alors ses trois filles, sans aucun mandat les y autorisant. Son domicile est pillé, ses biens personnels, ainsi que ceux de son épouse et de ses filles sont mis dans des sacs noirs et sortis de l'appartement. Les filles de Michel Samaha passent 18 heures sans autorisation de sortir de leur domicile et sans la présence d'avocats.
Les services de renseignements des Forces de Sécurité Intérieure (police nationale libanaise) affirment que Michel Samaha aurait transporté à bord de sa voiture des charges explosives que lui auraient délivrées le Général syrien Ali Mamlouk, chef des renseignements syriens. Le témoin principal, Milad Kfoury, n'est jamais entendu, recherché et ne se présente à aucune audience du tribunal. Il est pourtant clair dans les vidéos filmées à l'insu de Michel Samaha, qu'il est celui qui émet l'idée du transport d'explosifs et soumet le présumé coupable à un harcèlement. Des soupçons de menaces sont d'ailleurs avancées. Milad Kfoury est protégé par les Forces de Sécurité Intérieure, elles-mêmes soupçonnées d'avoir tendu un piège à Michel Samaha.
Le 8 avril 2016, il est condamné à 13 ans de travaux forcés par le tribunal militaire.
Le 2 août 2022, Michel Samaha recouvre sa liberté.